# Đứa con thứ 7 (phim)
Đứa con thứ 7 (tựa gốc tiếng Anh: Seventh Son) là một bộ phim kỳ ảo năm 2015 của Mỹ dựa trên cuốn tiểu thuyết The Spook's Apprentice (tựa tiếng Việt: Cậu Bé Học Việc Và Thầy Trừ Tà: Sự Bào Thù Của Quỷ). Đây là một câu chuyện về Thomas Ward, người con thứ bảy của người con thứ bảy, và cuộc phiêu lưu của cậu khi là một cậu học trò của Thầy Trừ Tà. Bộ phim được đạo diễn bởi Sergei Bodrov với sự tham gia của các diễn viên Ben Barnes, Jeff Bridges, và Julianne Moore. Phần âm nhạc của bộ phim được biên soạn bởi Marco Beltrami, người đã thay thế A. R. Rahman và Tuomas Kantelinen. Sau khi ngày công chiếu bị đẩy lùi khá nhiều lần, bọ phim được công chiếu tại Việt Nam vào ngày 23 tháng 1 năm 2015 và tại Mỹ vào ngày 6 tháng 2 năm 2015.

## Nội dung
Trong đoạn mở đầu, phù thủy Mẹ Malkin bị giam cầm trong một căn hầm ngầm của Gregory, người cuối cùng của một trật tự hiệp sĩ được gọi là Falcons, người từ lâu đã bảo vệ con người chống lại các mối đe dọa siêu nhiên. Một vài thập kỷ sau đó, Gregory bây giờ là một "Spook", một thợ săn phù thủy lưu động.
Sự gia tăng của mặt trăng máu trăm năm cho phép Malkin lấy lại phần lớn sức mạnh của mình và thoát khỏi ngục tù. Trong một cuộc đối đầu với Gregory tuổi, mụ giết người học việc của ông, William Bradley, trước khi chạy trốn. Gregory sau đó tìm ra Tom Ward, con trai thứ bảy của một con trai thứ bảy, trên một trang trại địa phương, và tuyển anh là người học việc mới nhất của mình. Trước khi Tom đi, mẹ anh đưa cho anh chiếc vòng cổ của bà như một lá bùa.
Trên đường đến nhà của Gregory, Tom nhìn thấy một cô gái về bị đốt cháy bởi một đám đông vì bị coi một phù thủy. Nhận thức được từ tầm nhìn của mình từ thông minh anh có, anh đưa cô từ đám đông và giải thoát cô. Cô gái, Alice, cảnh báo anh không để cho Gregory biết về cô.
Malkin trở về pháo đài núi đổ nát của mình, khôi phục lại nó, và em gái của mụ, Bony Lizzie, về tình trạng trước đây của họ. Alice được tiết lộ là con gái Lizzie, làm gián điệp Gregory cho mẹ. Malkin bắt đầu thu thập quân đội của mình để chinh phục nhân loại.
Tom gặp trợ lý của Gregory Tusk, và chạy đến tìm hiểu những gì anh ta cần phải trở thành một Spook trước khi ông và Gregory lại phải đối đầu với Malkin tại pháo đài của mình. Gregory cảnh báo rằng họ chỉ có một tuần trước khi mặt trăng máu đầy đủ, sau đó Malkin sẽ là quá mạnh mẽ để ngăn chặn. Trên đường đến pháo đài, Gregory được triệu tập tới một thành phố có tường bao quanh bởi một Inquisitor mà các lực lượng đã chinh phục một trong những người theo Malkin, một người lốt gấu tên Urag. Gregory chỉ thị Tom đốt Urag còn sống, nhưng Tom chần chừ, khiến Gregory để bỏ anh ta trong khi đốt Urag một mình. Tom gặp Alice một lần nữa, và sau khi quan hệ tình dục, hai thời gian ngắn xem xét việc bỏ đi riêng mình, nhưng Tom đã có dự đoán là Malkin giết Gregory và gây ra sự hủy diệt trên thế giới. Tom sẽ tái ngộ với Gregory, người đã tiết lộ rằng ông từng yêu Malkin, và đó là lý do tại sao ông không thể giết mụ, thậm chí sau khi mụ bị sát hại vợ của Gregory. Gregory cảm thấy trách nhiệm cho tất cả mọi người bị giết bởi Malkin kể từ đó, và cảnh báo Tom rằng Alice phải bị giết, giống như tất cả các phù thủy.
Gregory, Tom và Tusk bị tấn công trên đường bằng một boggart rất lớn, và Tom suýt bị giết và sống sót, bị cuốn xuống một thác nước. sau đó Tom phải đối mặt bởi Bony Lizzie, người đã tấn công nhưng bị đẩy lui bởi sợi dây chuyền trên cổ. Gregory nhận nó như là Umbran đá, làm tăng sức mạnh của phù thủy. Nó ban đầu thuộc về Malkin, nhưng một trong những người theo phù thủy, mẹ của Tom, đã đánh cắp nó từ mụ, làm suy yếu đủ mụ cho Gregory để bẫy mụ.
Malkin chỉ thị Alice để đánh cắp viên đá từ Tom, hứa sẽ tha cho cuộc sống của mình nếu cô ấy làm. Malkin và tay sai của cô sau đó san bằng thành phố xuống mặt đất để trả thù cho cái chết của Urag. gia đình của Tom trong thành phố, và mẹ sẽ gửi chồng và con gái đến nơi an toàn, trước khi giết Strix warlock và đối Malkin với sức mạnh của chính mình. Malkin giết bà, chế nhạo bà đã cho đi hòn đá mà có thể đã cứu sống bà.
Alice lại xuất hiện trước khi Tom và cầu xin anh bỏ đi với cô, như anh đã đề xuất trong cuộc gặp trước đó của họ. Gregory cố gắng để giết cô, nhưng Tom, mù quáng vì tình yêu, anh chặn lại, tuyên bố "Cô ấy không phải là kẻ thù!". Anh cho phép cô chạy trốn, nhưng Gregory chỉ ra cô đã lấy đá Umbran khỏi cổ của Tom, trả lời: "Bây giờ cho tôi biết cô ấy vô tội hay không!". Tom nhận ra sự tái xuất hiện của cô đã được một mưu mẹo, và đuổi theo cô, với Gregory và Tusk theo sau. Sau đó, tôi tớ Malkin của Radu tấn công họ, chụp Gregory và đẩy Tusk và Tom trên một vách đá, giả định sai là họ đã chết. Tom mơ thấy mẹ anh, nói với anh rằng khi cả hai con trai thứ bảy của một con trai thứ bảy, và con trai của một phù thủy, anh là duy nhất và có sức mạnh để đánh bại Malkin.
Các phù thủy họp lại khi Malkin cố gắng dụ dỗ Gregory với phép thuật của mình. Alice kinh hoàng khi biết rằng Tom đã bị bỏ mặc cho chết. Trong sự hối hận, cô chộp lấy đá từ Malkin, tách Malkin khỏi Gregory. Như Malkin biến thành một con rồng định giết Alice, Lizzie cũng biến đổi, để bảo vệ con gái mình. Tom lấy đá và chiến đấu cùng nhau, Gregory, Tom và Alice giết một số tay sai Malkin của. Malkin đánh bại và giết chết Lizzie vì sự phản bội của cô, nhưng bị thương nặng. Gregory đối mặt Malkin trong phòng của mụ, một mình. Mụ xuất hiện gần với cái chết, nhưng Malkin sau đó nắm bắt ông với móng vuốt. Tom đến và ném một dao vào Malkin, giải phóng Gregory, người bỏ đi. Tom kết thúc mụ bằng cách đốt cháy cơ thể của mụ.
Sau đó, Gregory thừa nhận đào tạo của Tom là hoàn chỉnh và thương hiệu như một hiệp sĩ Falcon mới. Alice xuất hiện, nhưng chấp nhận sự cam kết của Tom với tên gọi mới của mình có nghĩa là họ không thể ở bên nhau hiện tại. Cô hứa với Tom rằng họ sẽ gặp lại nhau, trước khi biến mất. Gregory khởi hành cho một địa điểm không rõ, để lại Tom với Tusk trong khi tiếng chuông thị trấn vang, gọi thợ săn phù thủy mới.

## Diễn viên
- Jeff Bridges trong vai John Gregory, Thầy Trừ Tà
- Ben Barnes trong vai Tom Ward[5]
- Alicia Vikander trong vai Alice Deane
- Kit Harington trong vai Aaron Ramsey
- Olivia Williams trong vai Mam
- Antje Traue trong vai Bony Lizzie
- Djimon Hounsou trong vai Radu, một nhân vật không có trong tiểu thuyết của Delaney
- Julianne Moore trong vai Mother Malkin
- Jason Scott Lee trong vai Urag

## Sản xuất
Công việc sản xuất bộ phim bắt đầu từ ngày 19 tháng 3 năm 2012, tại Vancouver, British Columbia và Quebec ở Canada. Vào tháng 2 năm 2013, Legendary Pictures chấp nhận chuyển 5 triệu USD cho công ty hiệu ứng Rhythm and Hues Studios (hiện nay công ty này đã phá sản) để họ có thể hoàn thiện công việc của Seventh Son.

## Âm nhạc
A. R. Rahman và Tuomas Kantelinen được công bố là hai người biên soạn phần nhạc nền cho bộ phim. Tuy nhiên vào tháng 7 năm 2013, Rahman rời bỏ dự án vì những tranh chấp trong việc phát hành phim. Sau đó, vào tháng 12 năm 2013, Kantelinen được thay thế bởi Marco Beltrami.

## Phát hành
Seventh Son ban đầu được dự định phát hành vào ngày 15 tháng 2 năm 2013 nhưng sau đó ngày phát hành lại bị đẩy lùi xuống ngày 18 tháng 10 năm 2013 để hoàn thành xong phần hậu kì. Bộ phim sau đó lại bị dời lịch xuống ngày 17 tháng 1 năm 2014 do công ty hợp tác sản xuất của bộ phim Legendary Pictures tách ra khỏi Warner Bros., công ty phân phối ban đầu của bộ phim. Ngày 15 tháng 8 năm 2013, Legendary được công bố là đã bán quyền phân phối bộ phim cho Universal Studios, điều này làm ngày phát hành bộ phim bị đẩy lùi them một lần nữa. Ngày 27 tháng 11 năm 2013, ngày phát hành bộ phim được chính thức thông báo là ngày 6 tháng 2 năm 2015. Seventh Son ra mắt tại Pháp vào ngày 17 tháng 12 năm 2014.